# Charles I. (Monaco)
Charles I. Grimaldi, auch Carlo Grimaldi (* zwischen 1267 und 1315; † 1357) aus der Familie der Grimaldi war ein genuesisch-französischer Seigneur und von 1331 bis 1357 Herr von Monaco.
Charles wurde als Sohn des Raniero Grimaldi und der Mamsell Salvatico geboren. Am 12. September 1331 erhielt Karl als Oberhaupt der Familie Grimaldi unter dem Einfluss des französischen Königs die Festung Monaco zuerkannt, die sein Vater bereits von 1297 bis 1301 beherrscht hatte. Er gilt als erster Herr von Monaco, in einer französischen Urkunde von 1342 wird er erstmals offiziell als Seigneur de Monaco, Menton et Roquebrune bezeichnet. 
Charles wurde durch seine vorausschauende und ausgewogene Politik bekannt, wobei er vor allem zwischen den Provençalen und den Genuesen das Gleichgewicht bewahrte. Der monegassischen Bevölkerung gestand er einige Freiheiten zu, so wurden unter anderem die Konsuln demokratisch bestimmt. Seine Flotte stellte er Frankreich zur Verfügung, sein Ritterheer vermietete er an ausländische Herrscher. Von den Einkünften erweiterte er seine Besitzungen um Monaco, in der Provence und auch um Genua. Bald galt er als der reichste Seigneur des Mittelalters an der Riviera, Historiker bezeichnen ihn teilweise als den „Karl den Großen der Grimaldi“. 
Seine Erfolge und seine erfolgreichen Expansionsbestrebungen provozierten allerdings die Genuesen. Bei einem groß angelegten Feldzug zu Lande und zu Wasser belagerten sie 1357 mit 4000 Mann die Festung Monaco und Karl musste sich der Übermacht ergeben. Nach dem Verlust seiner Reichtümer starb er kurz vor der letzten Schlacht im Sommer 1357, die Ursachen seines Todes sind bis heute nicht bekannt.
Charles’ Nachfolger als Oberhaupt der Grimaldi wurde sein Sohn Rainier II. (1350–1407).